# 杜鹃湖 (兴安盟)
杜鹃湖，也称八十一泡子、八十一号泡子、八十一大泡子，是位于中国内蒙古自治区兴安盟阿尔山市东北部的一座湖泊，地处天池镇兴安村以东约1.5千米，因湖边盛开杜鹃而得名。
杜鹃湖（八十一泡子）湖面海拔1200米，湖长1.6千米，最大湖宽1.3千米，平均湖宽0.8千米，面积1.2平方千米。